# Multiple Drug Resistance
Multiple Drug Resistance, auch Multi Drug Resistance (MDR), beschreibt das Phänomen, dass Zellen (z. B. Tumorzellen, Tuberkuloseerreger) eine Resistenz gegenüber Arzneistoffen haben bzw. entwickeln. Hierfür können Transporter verantwortlich sein, die diese Substanzen/Medikamente wieder aus der Zelle hinausschleusen.
Am bekanntesten ist der Transporter MDR1 (Multidrug-Resistance-Protein 1): Das Glykoprotein mit einer Masse von 170 kDa wurde als P170 oder P-Glykoprotein bekannt und ist der erste von bisher 49 beim Menschen charakterisierten ABC-Transportern. Als ursprüngliche Funktion des MDR1 wird die Entgiftung des Organismus von körperfremden Substanzen angenommen.
Der MDR1-Defekt ist ein u. a. bei Collies und verwandten Rassen vorkommender Gendefekt. Der Erbgang ist rezessiv. Ist ein Hund vom MDR1-Defekt betroffen, wird kein Multidrug-Resistance-Protein 1 mehr gebildet und der Hund kann an bestimmten medizinischen Wirkstoffen sogar sterben. Dieses Phänomen ist schon länger unter dem Begriff „Ivermectin-empfindlicher Collie“ bekannt, betrifft aber wesentlich mehr Wirkstoffe.
Weitere für die Multiple Drug Resistance verantwortliche aktive Transportsysteme sind die Multidrug Resistance-Related Proteine (MRP).